# Parodius DA!
Parodius DA! (traducibile dal giapponese come "È Parodius!") è il secondo capitolo della serie di Parodius dopo Parodius, ed è seguito da Gokujyō Parodius, Jikkyō Oshaberi Parodius e Sexy Parodius. Molti ritengono che Parodius DA! sia il primo gioco della serie, dato che il capostipite era disponibile soltanto per l'home computer MSX, relativamente sconosciuto al di fuori del Giappone.

## Caratteristiche
Il gioco è praticamente analogo al suo predecessore, da cui si distingue per un apparato cosmetico e sonoro nettamente superiore: infatti il gioco ha iniziato la sua esistenza come arcade, per poi essere convertito in diversi formati tra cui quello per console.
Tra i brani di musica classica remixati all'interno della colonna sonora del gioco vi sono Il volo del calabrone di Rimskij-Korsakov, La danza delle spade di Khačaturian, L'Arisienne suite n.2 di Bizet e porzioni dello Schiaccianoci di Čajkovskij.

## Personaggi
Dei sei personaggi del predecessore due di essi (Goemon e Popolon) sono stati eliminati, riducendo la scelta a quattro, ovvero Vic Viper, Takosuke (Octopus nella versione occidentale), Pentaro e TwinBee; la scelta ha comunque permesso ai programmatori di assegnare ad ogni personaggio un suo personale schema di armi e power-up, al contrario di Parodius in cui le differenze erano meramente cosmetiche. Ogni configurazione è ispirata alle armi presenti in vari sparatutto Konami:
- Vic Viper - mantiene la sua configurazione standard da Gradius.
- Takosuke - le sue armi sono ispirate a quelle di Salamander, lo sparatutto nato come seguito da sala giochi di Gradius. Da notare soprattutto il laser (Ripple Laser) che produce una serie di cerchi concentrici.
- Twinbee - riprende lo schema di armi dal suo gioco d'origine TwinBee, con una piccola aggiunta da Salamander, ovvero lo sparo posteriore (Tail Gun).
- Pentaro - le sue armi sono state riprese da alcune fra le armi selezionabili all'inizio di Gradius III.

## Livelli e boss
A tutt'oggi questo capitolo di Parodius con i suoi livelli è il più lungo della serie; di seguito un elenco di tutti i livelli e del relativo boss:
- Arcade:

1. Oceano - Nave-gatto volante, Pinguino pirata e ciurma
2. Circo - Ballerina, Aquila americana
3. Castello di dolciumi - Labbra fluttuanti
4. Campagna giapponese - Maiale lottatore di sumo
5. Nave da guerra dei moai - Moai femminile
6. Flipper gigante - "Big Core" versione casinò
7. Bolle -Honey Mikayo Donna gigante
8. Caverna ghiacciata - Pesce palla
9. Cimitero - Spettro femminile
10. Base spaziale - Polpo finale

- Game Boy:

1. Gelato campagna - Gelato cervello

- Nintendo Entertainment System:

1. Asumenent Park - Moai Delle Navi Vichinghe, Anatra Automa Giocattolo

- Super Nintendo Entertainment System:

1. Omake - Pinguino bomba
2. Bagno pubblico - Polpo che si fa lo shampoo

- PC Engine:

1. Omake - Pinguino con coperta verde (30.000), Gourmet Majurin Kun (90.000), Super Pinguino Imperatore DX (100.000)

- Sega Saturn / Sony Playstation:

1. Treno (Thunder Cross Stage 4) - Pinguino Direttore Treno

Nella versione arcade, al giocatore era concesso un tempo limite per sconfiggere i boss di fine livello, dopodiché questi semplicemente se ne andavano. In quel caso il giocatore passava comunque al livello successivo.

## Conversioni
Il gioco è stato convertito per Super Nintendo (1992), NES (1990), PC Engine (1992), Game boy (1991), e nel 1996 anche su PlayStation (1994) e Saturn (1995) attraverso la raccolta Gokujou Parodius Da! Deluxe Pack. Nei primi anni 2000 è stato convertito anche sotto forma di gioco Java per alcuni modelli di telefoni cellulari giapponesi. Nel 2007 il gioco originale è stato incluso all'interno della raccolta Parodius Portable per PSP.

## Citazioni
- Durante la demo del gioco si può assistere a una breve scena in cui dei pinguini assistono a un filmato che racconta la storia della serie di Gradius per mezzo di alcune immagini in bianco e nero: esse sono parodie delle immagini di copertina dei vari capitoli di Gradius usciti fino a quel momento.
- Il sottotitolo in giapponese del gioco recita Shinwa kara o-warai e, ovvero "dal mito alla risata", in risposta al sottotitolo di Gradius III che recitava Densetsu kara shinwa e ("dalla leggenda al mito").
- Pinguino pirata, Ballerina e Labbra fluttuanti di Parodius Da! riappare come un videogioco nonogram Pixel Puzzle Collection.